# 劉筠
劉 筠（りゅう いん、1929年11月17日 - 2015年1月21日）は、中華人民共和国の魚類学者。元湖南師範大学副学長。中国人民政治協商会議第6、7、8期全国委員会委員。

## 経歴
1929年11月17日、湖南省双峰県で生まれる。1937年、両親は劉筠と弟の妹を連れて武岡県城に移住した。
湖南省私立洞庭中学（現在の武岡市第二中学）を経て、1948年、国立師範学院（現在の湖南師範大学）に進学した。1949年、湖南大学生物系に転入した。1953年に湖南大学生物系を卒業後、湖南師範学院（現在の湖南師範大学）生物系の助教兼系秘書に就任。1956年、湖南師範学院生物学部長の董爽秋の紹介で、劉筠は中国科学院実験生物研究所に推薦され、実験胚胎学を研修した。指導教官は荘孝恵教授及び朱冼教授。1958年、母校である湖南師範学院に採用され、生物系にて教員に就任した。1982年に中国共産党入党。
2015年1月21日、湖南省長沙市で病気のため死去した。85歳。

## 栄典
- 1995年、中国工程院院士[1]。

## 家族
- 妻：胡運瑾[2]
- 女：劉白鰱[2]
- 長男：劉鯇[2]
- 次男：劉少軍[2]